# Elsa Drucaroff
Elsa Drucaroff (ur. 1957 w Buenos Aires) – argentyńska pisarka, eseistka i krytyczka literacka.

## Życiorys
Posiada tytuł profesorski w dziedzinie literatury na Uniwersytecie w Buenos Aires. Jest autorką kilku powieści, w tym najsłynniejszej, przetłumaczonej na język polski, „Piekło obiecane”. Za wspomniane dzieło dostała prestiżową nagrodę Ricardo Rojas, przyznawaną najlepszym argentyńskim pisarzom. Publikacja została dobrze przyjęta także w Polsce, gdzie zebrała dobre recenzje.
Każda jej książka łączy cechy kilku gatunków, a tymi które przeplatają się najczęściej są: powieść przygodowa, historyczna, kryminał, melodramat. Tylko dwie z nich zostały przetłumaczone na język polski („Piekło obiecane” oraz „Kobiety z miasta Salta”). Dodatkowo, Elsa Drucaroff poświęca się intensywnym badaniom kulturowym i literackim, czego owocem jest pokaźny zbiór esejów i artykułów naukowych. Pisarka jest w związku małżeńskim z eseistą i badaczem argentyńskim Alejandro Horowiczem.

## Twórczość

### Eseje
- Mijail Bajtín. La guerra de las culturas (1996)
- Arlt, profeta del miedo (1998)
- La narración gana la partida, Historia Crítica de la Literatura Argentina, Vol. XI (directora de volumen, 2000)
- Los prisioneros de la torre. Política, jóvenes, literatura (2011)
- Otro logos. Signos, política, discursos (2014)

### Opowiadania
- Leyenda erótica (2007)
- Panorama InterZona. Narrativas emergentes argentinas (2012)

### Powieści
- La patria de las mujeres (1999) (pol. Kobiety z miasta Salta)
- Conspiración contra Güemes (2002)
- El infierno prometido (2006) (pol. Piekło obiecane)
- El último caso de Rodolfo Walsh (2010)